# عبد السلام البوصيري
عبد السلام البوصيري هو سياسي ليبي. تولى منصب وزير الخارجية (أبريل-ديسمبر 1954)، ثم والي ولاية طرابلس (1954-1955)، ثم أصبح سفير ليبيا في لندن.